# Ahua dentata
Ahua dentata là một loài nhện trong họ Agelenidae.
Loài này thuộc chi Ahua. Ahua dentata được Raymond Robert Forster & Wilton miêu tả năm 1973.